# Bandiera della Valle d'Aosta
(Legge regionale 16 marzo 2006, n. 6, Art. 5)

La bandiera della Regione Valle d'Aosta

La bandiera della regione autonoma Valle d'Aosta (in francese Drapeau de la région autonome Vallée d'Aoste) è il vessillo ufficiale della relativa divisione territoriale italiana.

## Storia
Il vessillo ha origine nel 1942 da un'idea del canonico Joseph Bréan, che ne propose l'uso in un opuscolo antifascista del 1942 intitolato I grandi valdostani. Joseph Bréan aveva tratto le tinte dal sigillo cinquecentesco del Ducato di Aosta, un leone d'argento su scudo nero al capo di rosso, colori anche della famiglia Challant. Di lì a poco i movimenti valdostani della Resistenza li fecero propri, creando una bandiera troncata, che però dopo la Liberazione non ottenne alcuna ratifica formale, sia per un diffuso timore che essa potesse fomentare desideri indipendentisti, sia per la sua somiglianza con alcuni vessilli del movimento anarchico; a quest'ultimo problema si ovviò disponendo i due colori in verticale. 
La bandiera così ridisegnata (talora recante al centro lo stemma regionale) divenne presto de facto invalsa nell'uso: tra le sue prime apparizioni istituzionali, prima ancora dell'adozione formale, si annovera quella al Palazzo del Quirinale del 4 novembre 1995, quando l'allora presidente della Repubblica Oscar Luigi Scalfaro volle esporre tutti i vessilli delle regioni e delle province autonome, molti dei quali erano peraltro privi di riconoscimenti normativi.
Foggia e uso sono stati infine definiti dalla legge regionale 16 marzo 2006, n. 6 sulle disposizioni per la valorizzazione dell'autonomia e disciplina dei segni distintivi della Regione. Questa legge ha stabilito che la bandiera non debba recare alcuno stemma o scritta e ha altresì abrogato la precedente legge regionale 20 aprile 1958, n. 2, inerente alla celebrazione della costituzione regionale.

Stemma della famiglia Challant
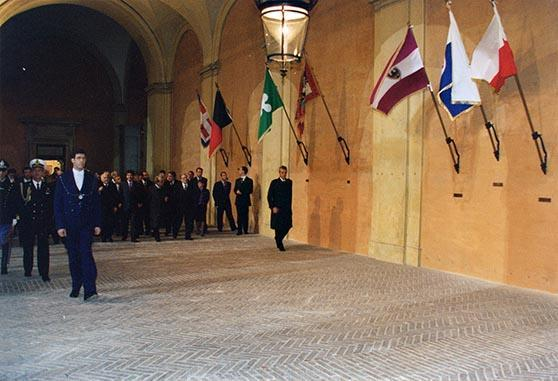
La bandiera de facto della Valle d'Aosta (seconda da sinistra) esposta al Palazzo del Quirinale il 4 novembre 1995.